# 손날목치기

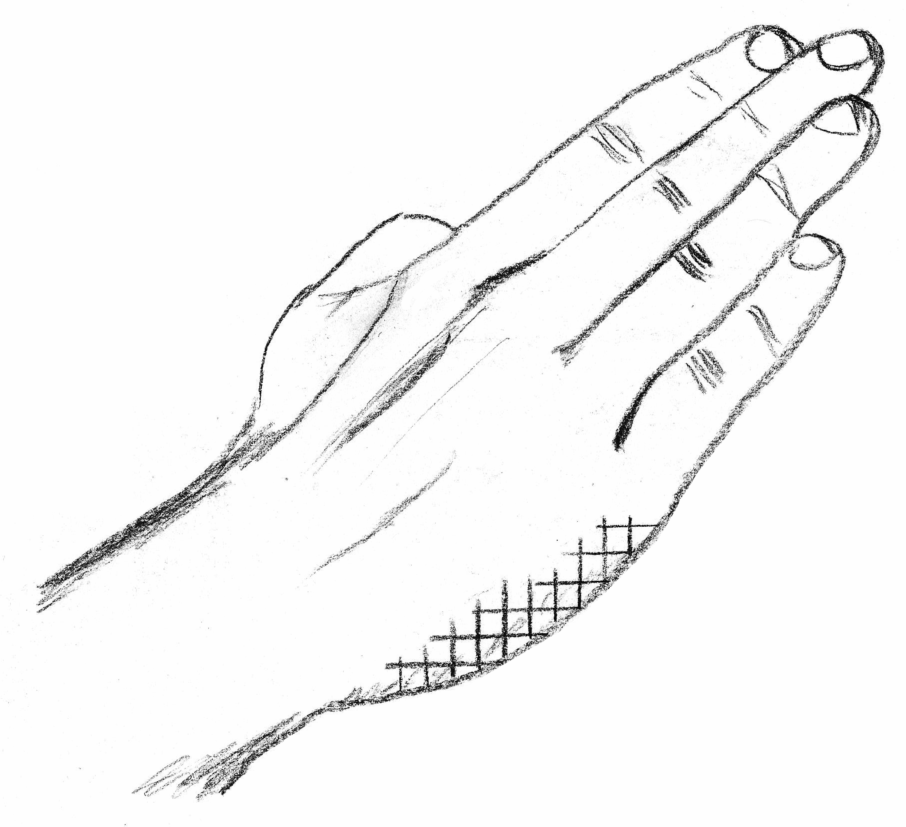

손날목치기는 무술에서 손 부분(새끼 손가락에서 손목까지)을 이용하는 타격 기술로 나라마다 그 명칭이 다양하다.
일본, 한국, 중국에서 손날치기는 공격뿐만 아니라 상대의 공격을 막는 데에도 사용된다.